# Воложба
Воложба (рус. Воложба) река је на северозападу европског дела Руске Федерације која протиче преко северних делова Новгородске и источних делова Лењинградске области. Десна је притока реке Сјас и део басена реке Неве и Балтичког мора.
Ворожба свој ток започиње у мочварном подручју на северу Лихослављанског рејона и углавном тече у смеру северозапада. Укупна дужина водотока је 81 километар, а површина сливног подручја око 1.350 km².
Најважније притоке су Понир, Рагуша, Лињинка, Теребежка, Пјардомља и Черенка.